# Mauro Casini
Mauro Casini (Orentano, 22 marzo 1921 – Evanston, 29 novembre 1983) è stato un compositore e direttore d'orchestra italiano.

## Biografia
Si diploma in pianoforte al Conservatorio Boccherini di Lucca nel 1940. Appena diplomato viene chiamato sotto le armi dove verrà congedato nel 1945. Dopo aver fatto parte di alcune orchestre della zona, forma un proprio quintetto con cui si esibirà soprattutto in Italia, a Montecatini Terme, nei locali "Dancing La Fortuna", "Kursaal", "Le Panteraie" e in diverse tournée in Svizzera. Dopo aver effettuato l'ultima tournée nel 1962 con il proprio complesso, diventato ormai un ottetto, e rimanendo 9 mesi come attrazione fissa presso il monumentale hotel "Phoenicia" di Beirut, lascerà momentaneamente le apparizioni "dal vivo", per assumere la direzione artistica del Gruppo Editoriale Guerrini, di Milano (1963).
Nel frattempo, trasferitosi a Montecatini Terme, inizia col 1958 una proficua e apprezzatissima stagione di successi, esibendosi da qui in poi e fino al 1973, presso "Il Gran Caffè Gambrinus", aperto durante i mesi estivi della stagione termale. 
È di quegli anni (1966) l'inizio di collaborazioni come pianista, ma, soprattutto, arrangiatore con la RadioRai di Milano. Collaborerà con tutti i programmi radio di Mike Bongiorno (dal 1967 al 1975): "Ferma la Musica", "Supercampionissimo", "Aperto per Ferie", "Mike di Domenica" e con il programma di Gino Bramieri "Batto Quattro". Tale collaborazione terminerà col 1976 quando, accettando l'offerta di divenire il direttore generale per i programmi in lingua italiana trasmessi dai networks radio-tv WCIU e WEEF di Chicago, vi si trasferisce e vi morirà, in seguito ad infarto. È sepolto nel suo paese d'origine, Orentano, in provincia di Pisa.
Mauro Casini si sposò con Milena Civitella, romana e danzatrice classica, nel 1948. Dall'unione sono nati i suoi due figli: Iliano (1952) anch'egli musicista - compositore ed arrangiatore - e Iliana (1953).   
Nello stesso periodo (1950/1955) Casini inizia a scrivere le prime canzoni, mettendosi in evidenza con Prima sera e Canto all'amore vero; partecipa poi al Festival di Sanremo 1952 con Libro di novelle, cantata da Achille Togliani.
L'anno dopo, 1953, la sua canzone "Donnina sola", con parole di Sylvana Simoni, arriva quarta al II Festival di San Remo.
Ancora al Festival di San Remo del 1954 con la canzone "Lui & Lei".
Continua l'attività negli anni successivi, partecipando al Burlamacco d'oro nel 1960 con Donna che non rivedrò, presentata da Rob Nebbia, e al Cantagiro 1966 con ...Che tu mi baciassi (su testo scritto dal giornalista Maurizio Seymandi), presentata con successo dalla cantante parmigiana Edda Ollari.
Nel 1967 Orietta Berti interpreta "Quando nella Notte" (testo scritto da Senofonte, pseudonimo di Maurizio Seymandi). Canzone proposta come lato B del 45 giri "Io, Tu e le Rose" dal Festival di San Remo del 1967.
Al Festivalbar 1967 è invece in gara con Ritornerà da me, (Parole di Senofonte) cantata da Orietta Berti.
Sempre in quell'anno "Italia, Italia" (Testo di Senofonte), vince il Festival Internazionale di Zurigo (CH).  
Sono depositate alla Siae a nome suo 244 canzoni.

## Le principali canzoni scritte da Mauro Casini
| Anno 1953 | Titolo Donnina Sola   | Autori del testo : Sylvana Simoni | Autori della musica              | Interpreti Achille Togliani |
| --------- | --------------------- | --------------------------------- | -------------------------------- | --------------------------- |
| 1952      | Libro di novelle      | Libero Citi                       | Mauro Casini                     | Achille Togliani            |
| 1960      | Donna che non rivedrò | Amerigo Gomez                     | Mauro Casini e Leonia Speziali   | Rob Nebbia                  |
| 1966      | ...Che tu mi baciassi | Senofonte                         | Mauro Casini                     | Edda Ollari                 |
| 1967      | Quando nella Notte    | Senofonte                         | Mauro Casini                     | Orietta Berti               |
| 1968      | Ritornerà da me       | Senofonte                         | Mauro Casini                     | Orietta Berti               |
| 1967      | Quando nella notte    | Senofonte                         | Mauro Casini                     | Orietta Berti               |
| 1967      | Dicono                | Luigi Menegazzi                   | Claudio Cavallaro e Mauro Casini | Simeone (il predicatore)    |